# Gran Premi de Gran Bretanya del 2017
El Gran Premi de la Gran Bretanya de Fórmula 1 de 2017 ha estat la desena carrera de la temporada 2017. Va tenir lloc del 14 al 16 de juliol en el circuit de Silverstone, a Northamptonshire. Lewis Hamilton va ser el vencedor de l'edició anterior, seguit per Max Verstappen i Nico Rosberg. Els pilots en actiu que han guanyat a Silverstone són Lewis Hamilton, Fernando Alonso, Sebastian Vettel i Kimi Räikkönen.

## Entrenaments lliures

### Primers lliures
Resultats
| Pos. | Nº | Pilot            | Equip/Motor          | Millor temps | Diferència | Compost | Voltes |
| ---- | -- | ---------------- | -------------------- | ------------ | ---------- | ------- | ------ |
| 1    | 77 | Valtteri Bottas  | Mercedes AMG         | 1:29.106     | —          | S       | 28     |
| 2    | 44 | Lewis Hamilton   | Mercedes AMG         | 1:29.184     | +0.078     | S       | 29     |
| 3    | 33 | Max Verstappen   | Red Bull - TAG Heuer | 1:29.604     | +0.498     | SS      | 25     |
| 4    | 3  | Daniel Ricciardo | Red Bull - TAG Heuer | 1:29.942     | +0.836     | SS      | 19     |
| 5    | 7  | Kimi Räikkönen   | Ferrari              | 1:30.137     | +1.031     | SS      | 18     |

### Segons lliures
Resultats
| Pos. | Nº | Pilot            | Equip/Motor          | Millor temps | Diferència | Compost | Voltes |
| ---- | -- | ---------------- | -------------------- | ------------ | ---------- | ------- | ------ |
| 1    | 77 | Valtteri Bottas  | Mercedes AMG         | 1:28.496     | —          | SS      | 30     |
| 2    | 44 | Lewis Hamilton   | Mercedes AMG         | 1:28.543     | +0.047     | SS      | 34     |
| 3    | 7  | Kimi Räikkönen   | Ferrari              | 1:28.828     | +0.332     | SS      | 35     |
| 4    | 5  | Sebastian Vettel | Ferrari              | 1:28.956     | +0.460     | S       | 35     |
| 5    | 3  | Daniel Ricciardo | Red Bull - TAG Heuer | 1:29.098     | +0.602     | S       | 30     |

### Tercers lliures
Resultats
| Pos. | Nº | Pilot            | Equip/Motor  | Millor temps | Diferència | Compost | Voltes |
| ---- | -- | ---------------- | ------------ | ------------ | ---------- | ------- | ------ |
| 1    | 44 | Lewis Hamilton   | Mercedes AMG | 1:28.063     | —          | SS      | 17     |
| 2    | 5  | Sebastian Vettel | Ferrari      | 1:28.095     | +0.032     | SS      | 11     |
| 3    | 77 | Valtteri Bottas  | Mercedes AMG | 1:28.137     | +0.074     | SS      | 19     |
| 4    | 7  | Kimi Räikkönen   | Ferrari      | 1:28.723     | +0.669     | SS      | 14     |
| 5    | 27 | Nico Hülkenberg  | Renault      | 1:29.480     | +1.417     | SS      | 13     |

## Classificació
Resultats
| Pos. | Nº | Pilot             | Equip-motor             | Part 1   | Part 2   | Part 3   | Graella |
| ---- | -- | ----------------- | ----------------------- | -------- | -------- | -------- | ------- |
| 1    | 44 | Lewis Hamilton    | Mercedes AMG            | 1:39.069 | 1:27.893 | 1:26.600 | 1       |
| 2    | 7  | Kimi Räikkönen    | Ferrari                 | 1:40.455 | 1:28.992 | 1:27.147 | 2       |
| 3    | 5  | Sebastian Vettel  | Ferrari                 | 1:40.056 | 1:28.978 | 1:27.356 | 3       |
| 4    | 77 | Valtteri Bottas   | Mercedes AMG            | 1:39.698 | 1:28.732 | 1:27.376 | 9       |
| 5    | 33 | Max Verstappen    | Red Bull - TAG Heuer    | 1:38.912 | 1:29.431 | 1:28.130 | 4       |
| 6    | 27 | Nico Hülkenberg   | Renault                 | 1:39.201 | 1:29.340 | 1:28.856 | 5       |
| 7    | 11 | Sergio Pérez      | Force India             | 1:42.009 | 1:29.824 | 1:28.902 | 6       |
| 8    | 31 | Esteban Ocon      | Force India             | 1:39.738 | 1:29.701 | 1:29.074 | 7       |
| 9    | 2  | Stoffel Vandoorne | McLaren F1 Team         | 1:40.011 | 1:30.105 | 1:29.418 | 8       |
| 10   | 8  | Romain Grosjean   | Haas F1 Team            | 1:42.042 | 1:29.966 | 1:29.549 | 10      |
| 11   | 30 | Jolyon Palmer     | Renault                 | 1:41.404 | 1:30.193 |          | 11      |
| 12   | 26 | Daniil Kvyat      | Scuderia Toro Rosso     | 1:41.726 | 1:30.355 |          | 12      |
| 13   | 14 | Fernando Alonso   | McLaren F1 Team         | 1:37.598 | 1:30.600 |          | 20      |
| 14   | 55 | Carlos Sainz      | Scuderia Toro Rosso     | 1:41.114 | 1:31.368 |          | 13      |
| 15   | 19 | Felipe Massa      | Williams Martini Racing | 1:41.874 | 1:31.482 |          | 14      |
| 16   | 18 | Lance Stroll      | Williams Martini Racing | 1:42.573 |          |          | 15      |
| 17   | 20 | Kevin Magnussen   | Haas F1 Team            | 1:42.577 |          |          | 16      |
| 18   | 94 | Pascal Wehrlein   | Sauber F1 Team          | 1:42.593 |          |          | 17      |
| 19   | 9  | Marcus Ericsson   | Sauber F1 Team          | 1:42.633 |          |          | 18      |
| 20   | 3  | Daniel Ricciardo  | Red Bull - TAG Heuer    | 1:42.966 |          |          | 19      |

## Carrera
Resultats
| Pos. | Nº | Pilot             | Equip-motor             | Voltes | Temps/Retirat          | Graella | Punts |
| ---- | -- | ----------------- | ----------------------- | ------ | ---------------------- | ------- | ----- |
| 1    | 44 | Lewis Hamilton    | Mercedes AMG            | 51     | 1:21:27.430            | 1       | 25    |
| 2    | 77 | Valtteri Bottas   | Mercedes AMG            | 51     | +14.063                | 9       | 18    |
| 3    | 7  | Kimi Räikkönen    | Ferrari                 | 51     | +36.570                | 2       | 15    |
| 4    | 33 | Max Verstappen    | Red Bull - TAG Heuer    | 51     | +52.125                | 4       | 12    |
| 5    | 3  | Daniel Ricciardo  | Red Bull - TAG Heuer    | 51     | +1:05.955              | 19      | 10    |
| 6    | 27 | Nico Hülkenberg   | Renault                 | 51     | 1:08.109               | 5       | 8     |
| 7    | 5  | Sebastian Vettel  | Ferrari                 | 51     | 1:33.989               | 3       | 6     |
| 8    | 31 | Esteban Ocon      | Force India             | 50     | +1 volta               | 7       | 4     |
| 9    | 11 | Sergio Pérez      | Force India             | 50     | +1 volta               | 6       | 2     |
| 10   | 19 | Felipe Massa      | Williams Martini Racing | 50     | +1 volta               | 8       | 1     |
| 11   | 2  | Stoffel Vandoorne | McLaren F1 Team         | 50     | +1 volta               | 9       |       |
| 12   | 20 | Kevin Magnussen   | Haas F1 Team            | 50     | +1 volta               | 17      |       |
| 13   | 8  | Romain Grosjean   | Haas F1 Team            | 50     | +1 volta               | 10      |       |
| 14   | 9  | Marcus Ericsson   | Sauber F1 Team          | 50     | +1 volta               | 19      |       |
| 15   | 26 | Daniil Kvyat      | Scuderia Toro Rosso     | 50     | +1 volta               | 12      |       |
| 16   | 18 | Lance Stroll      | Williams Martini Racing | 50     | +1 volta               | 16      |       |
| 17   | 94 | Pascal Wehrlein   | Sauber F1 Team          | 50     | +1 volta               | 18      |       |
| Ret  | 14 | Fernando Alonso   | McLaren F1 Team         | 32     | Pressió de combustible | 13      |       |
| Ret  | 55 | Carlos Sainz      | Scuderia Toro Rosso     | 0      | Xoc                    | 14      |       |
| NVS  | 30 | Jolyon Palmer     | Renault                 | 0      | Hidràulic              | 11      |       |

## Classificacions després de la carrera
| Pos. | Pilot            | Punts | Canvis de posició |
| ---- | ---------------- | ----- | ----------------- |
| 1    | Sebastian Vettel | 177   | =                 |
| 2    | Lewis Hamilton   | 176   | =                 |
| 3    | Valtteri Bottas  | 154   | =                 |
| 4    | Daniel Ricciardo | 117   | =                 |
| 5    | Kimi Räikkönen   | 98    | =                 |

| Pos. | Constructor             | Punts | Canvis de posició |
| ---- | ----------------------- | ----- | ----------------- |
| 1    | Mercedes AMG            | 330   | =                 |
| 2    | Ferrari                 | 275   | =                 |
| 3    | Red Bull - TAG Heuer    | 174   | =                 |
| 4    | Force India             | 95    | =                 |
| 5    | Williams Martini Racing | 41    | =                 |